# Атомизъм
Атомизъм (образувано от старогръцката дума ατομος – неделим) е философско учение, според което материята не е непрекъсната, а се състои от малки частици (атоми). Терминът се употребява в два смисъла. В широкия смисъл атомизъм се нарича всяко учение за атома, в тесния се отнася до древногръцки философски школи от V и IV век преди новата ера. Тези учения са и най-ранната форма на атомизма. Терминът „атомистичен материализъм“ има по-тесен смисъл, тъй като някои от привържениците на това учение приемат, че атомите са идеални, нематериални същности.

## Развитие в древността
В индийската философия идеите на атомизма се развиват независимо от европейската философия. Пример за това е школата вайшешика.
Европейският атомизъм възниква в Древна Гърция, създаден от представителите на досократически философи: Левкип и неговият ученик Демокрит от Абдера. Съгласно тяхното учение съществуват само атоми и пустота. Атомите са най-малките неделими частици, невъзникващи и неизчезващи, качествено еднородни, непроницаеми (несъдържащи в себе си пустота) същности (частици), които имат определена форма. Атомите са безбройни, така както пустотата е безкрайна. Формата на атомите е безкрайно разнообразна. Атомите са първооснова на всичко съществуващо, на всяко нещо, чиито свойства се определят от формата на атомите.
Според Демокрит възникването на света и познанието се основават на движението на вечни, неизменни и неделими изключително малки частици – атоми.
Привърженик на атомизма е Платон, който смята, че атомите имат идеалната форма на Платонови тела (правилни многостени).
Епикур възприема от атомистите учението за атомите, но го видоизменя.
В поемата „За природата на нещата“ от древноримския епикуреец Лукреций Кар атомите за първи път се характеризират недвусмислено като телца (корпускули), състоящи се от материя. Предшествениците му, философите атомисти, не споменават нищо за телесната, материална природа на атомите.
Привърженици на атомизма са Галилео Галилей, Пиер Гасенди и др. Пиер Гасенди изказва предположението, че химическите елементи са съставени от еднородни неделими частици.